# Дарт Вейдер
Дарт Ве́йдер (англ. Darth Vader, 41 ДБЯ — 4 ПБЯ), также известный под своим настоящим именем как Энакин Скайуокер (англ. Anakin Skywalker) — центральный персонаж первых шести эпизодов саги «Звёздные войны». Также появляется в фильме «Изгой-один». В киноэпопее «Звёздные войны» демонстрируются его становление в качестве рыцаря-джедая, его переход на Тёмную сторону Силы и его итоговое искупление. Отец Люка Скайуокера и Леи Органы. Единственный персонаж, появляющийся в 6 эпизодах и спин-оффе «Изгой-один» «во плоти».

## Происхождение имён персонажа
Персонаж придуман Джорджем Лукасом. По одной из версий, имя Энакин скопировано с фамилии друга Лукаса — режиссёра Кена Эннакина, однако сам Лукас это опроверг на следующий же день после смерти Кена. Имя «Дарт Вейдер», согласно опубликованным черновикам Джорджа Лукаса, было составлено им в результате игры со словами dark (рус. тёмный) / death (рус. смертельный) и invader (рус. захватчик).
Многие лорды ситхов добавляли приставку «Дарт» к своим именам, и постепенно из-за количества «Дартов» она стала ассоциироваться с тёмной стороной Силы. Также эта приставка бралась как символ отказа от прежней жизни. Примером этого служит и Энакин Скайуокер, ставший Дартом Вейдером. Однако, само внутривселенское происхождение слова до сих пор остаётся неопределённым: большинство считает, что «Дарт» (англ. Darth) — это просто сокращение от «Тёмный лорд ситхов» (англ. Dark Lord of the Sith).

## Энакин Скайуокер
Сын Шми Скайуокер. Энакин родился в 42 ДБЯ. В беседе с Квай-Гон Джинном Шми отказывается говорить об отце мальчика и утверждает, что у Энакина не было отца. В связи с этим Квай-Гон сделал вывод, что Энакин был создан Силой. По утверждению Палпатина в Эпизоде III, Дарт Плэгас, учитель Дарта Сидиуса, научился провоцировать мидихлорианы с тем, чтобы создавать жизнь и предотвращать смерть. Однако в фильме говорится лишь, что Энакин — великое средоточие Силы в живом существе. В книге о Дарте Плэгасе выдвигается версия, что Энакин был рождён Силой в противовес экспериментам Плэгаса и Сидиуса по управлению мидихлорианами.

### Детство и обнаружение
Энакин впервые появился в первой части саги «Эпизод I. Скрытая угроза» как девятилетний мальчик. Он и его мать были рабами у старьёвщика и торговца запчастями Уотто. Энакин — вундеркинд и выдающийся техник. Он имел огромные познания в технике — он лично собрал дроида C-3PO и гоночный кар, на котором выиграл гонки, от которых зависела его дальнейшая судьба.
Энакин был найден на Татуине Квай-Гон Джинном, который распознал в Энакине Избранного — по древнему пророчеству он должен был уничтожить всех ситхов и принести баланс в Силу. Квай-Гон освободил Энакина и забрал с собой на Корусант, где потребовал у Совета Джедаев разрешения на обучение Энакина. Требование было отклонено, так как у Квай-Гона уже был ученик, а также потому что Энакин оказался старше необходимого возраста, испытывал страх и злость, оставшиеся от тех дней, когда был рабом, а также связанные с разлукой с матерью.
Ты не бесстрашен! Страх есть путь на тёмную сторону. Страх порождает гнев; Гнев порождает ненависть; Ненависть — залог страданий. Я сильный страх в тебе ощущаю,
 — слова Йоды, сказанные Энакину на заседании Совета.
Позже Энакин помог войскам Набу одержать победу над Торговой Федерацией. Управляя истребителем, он уничтожил корабль Торговой Федерации, который управлял дроидами. Позже умирающий Квай-Гон взял клятву с Оби-Вана обучить Энакина, и Совету пришлось согласиться с этим решением.

### НачалоВойн клонов
События, описанные в этом разделе, происходят в фильме «Звёздные войны. Эпизод II: Атака клонов»
Энакин стал юношей и падаваном Оби-Вана. За десять лет, прошедшие с «Эпизода I. Скрытая угроза», он повзрослел и сильно развился.
Тем временем Палпатин постепенно начинает приводить в действие свой многолетний план: обратить Энакина на Тёмную сторону Силы, сделать своим учеником, вторым ситхом. Палпатин сеет зёрна тщеславия в душе Энакина, внушает ему мысли о будущем могуществе и о том, что он может тягаться с самыми сильными джедаями, о том, что ему не нужен наставник. Это отсутствие доверия к наставникам и послушания сыграет в своё время немалую роль в переходе Энакина на Тёмную сторону Силы. Также от наблюдательного Палпатина не скрылась запретная для джедая любовь, которую питал Энакин к Падме, и, стремясь ускорить события, Палпатин с одной стороны через наёмного убийцу-оборотня устраивает покушения на Падме, а с другой — назначает Оби-Вана (и Энакина, как следствие) её личной охраной. Таким образом, Энакин постоянно должен быть вблизи Падме. Падме в данный момент является сенатором от планеты Набу, и Совет Джедаев и Канцлер Палпатин принуждают её отправиться на Набу по причине большой для неё опасности на Корусанте. Падме с неохотой согласилась, потому что в Галактическом сенате ведётся разговор о создании армии. Падме выступает против этого закона. Энакина посылают с ней, а Оби-Ван получает тем временем задание Совета — найти наёмника. Таким образом, план Палпатина разъединить ученика и учителя сработал просто великолепно, как и план вынудить Энакина нарушить обеты, данные Совету, — через его непозволительное для джедая страстное чувство. На Набу страстность Энакина проявляет себя в полной мере: он, забыв обо всём, открывает Падме своё сердце. Его любовь полна желания обладать и, как следствие, приносит ему страдания. Именно поэтому джедаи должны ограждать своё сердце от подобных привязанностей: они — прямой путь на Тёмную сторону Силы. Но Энакин слишком юн и неопытен, он полностью отдаёт себя потоку чувств. Также на Набу проявляются зачатки властолюбия в характере Энакина, когда он в рассуждениях о политике намекает на то, что идеальный политический строй по его мнению — диктатура. Что же касается Падме, она очарована удивительными способностями Энакина, его вниманием к ней и тем, как он рассуждает о пути джедая. Однако её рациональный ум не позволяет ей дать волю эмоциям: поэтому изначально она отвечает Энакину отказом, несмотря на то, что она сама испытывала к Энакину ответные романтические чувства.
На Набу Энакин видит во сне, что его мать сильно страдает. Утром он принимает решение пренебречь приказом Совета и отправиться на Татуин, чтобы помочь матери. Энакин и Падме прилетают на Татуин, где от Клигга Ларса (мужа Шми) узнают, что месяц назад её похитил отряд кочевников-тускенов, и что вряд ли она могла выжить в плену у варваров так долго. Тем не менее Энакин бросается на поиски, скрытно пробирается в селение кочевников и застаёт последние минуты жизни своей матери: она умирает у него на руках. Охваченный горем и ненавистью, Энакин устраивает резню, не щадя никого. В столице Республики Магистр Йода чувствует великое возмущение Силы: так велики боль и гнев юноши. Возвратившись в дом отчима с телом матери, он изливает своё горе Падме. В совершённом поступке Энакин абсолютно не раскаивается. В его словах — гордыня, эгоцентризм и гнев, недовольство собой и своим наставником Оби-Ваном, и нежелание сдерживать свои чувства и устремления. По сути, этим действием он отринул саму философию джедаев, хотя и остался сторонником светлых идеалов.
Получив от Оби-Вана сообщение о заговоре сепаратистов, Энакин вместе с Падме летит к нему на помощь, но они тоже попали в плен, и едва не оказываются казнёнными вместе с Оби-Ваном. На пороге смерти Падме всё-таки признаётся Энакину в любви. Своевременное вмешательство джедаев и армии клонов, санкционированное Галактическим сенатом спасает их от смерти. Однако в поединке с графом Дуку Оби-Ван оказывается серьёзно ранен, а Энакин в свою очередь лишается правой руки.
Вернувшись вместе с Падме обратно на Набу, Энакин женится на ней. Обряд проходит тайно, в присутствии только двух свидетелей: дроидов R2-D2 и C-3PO.

### Переход на Тёмную сторону Силы
События, описанные в этом разделе, происходят в фильме «Звёздные войны. Эпизод III: Месть ситхов»

Энакин Скайуокер в 19, год своего перехода на Тёмную сторону Силы

После участия в Войне Клонов Энакин и Оби-Ван возвращаются на Корусант. Во время осады столицы им поручено проникнуть на линкор «Незримая Длань», корабль одного из командиров армии сепаратистов, генерала Гривуса, для того, чтобы освободить из плена канцлера Палпатина. Лидер сепаратистов Граф Дуку в поединке с джедаями оглушает Оби-Вана, но и сам оказывается повержен Энакином. Палпатин приказывает Энакину обезглавить беззащитного Графа. Энакин исполняет просьбу, но сомневается в её правильности. Убийство беззащитного пленника — не дело джедая. Палпатин утверждает, что Дуку «слишком опасен для того, чтобы его можно было оставить в живых». После спасения канцлера Энакин с помощью Оби-Вана сажает полуразрушенный крейсер на посадочную полосу на одном из космодромов на Корусанте.
После возвращения Энакина на Корусант Падме рассказывает ему, что она беременна.
Палпатин, который фактически становится покровителем и наставником Энакина, назначает его своим личным представителем в Совете джедаев. Однако Совет, вынужденный согласиться с решением канцлера, отказывается произвести Энакина в ранг Магистра и вне протокола поручает ему слежку за действиями Палпатина. Разгневанный этими решениями Совета, Энакин теряет остатки веры в джедаев. С помощью Силы он видит будущее: Падме умрёт во время родов. Канцлер Палпатин подталкивает Энакина к тому, чтобы познать все проявления Силы, в том числе и её тёмную сторону, чтобы научиться побеждать смерть. Энакину становится ясно, что Палпатин и есть Владыка Ситхов, которого так долго искал Орден Джедаев. Он раскрывает секрет Палпатина магистру Винду. Затем вместе с магистрами Фисто, Тийном и Коларом Винду отправляется арестовывать Палпатина. Он отказывается взять Энакина с собой, так как не доверяет ему, и приказывает ждать его возвращения в Храме Джедаев. Энакину приходит неизбежная мысль: без Палпатина он потеряет шанс спасти свою жену. Кроме того, он не хочет предать своего наставника, который поддерживал его почти всю его жизнь.
Энакин направляется к Палпатину и становится свидетелем схватки между ним и Винду. К тому моменту ситх убил сопровождающих магистров, но Винду выбивает меч из рук Палпатина и уже готовится нанести ему смертельный удар, однако Энакин, вспомнив кодекс Джедаев, говорит, что Джедаи не убивают своих пленников. Тем временем Сидиус, изображая беззащитного пленника, убеждает Энакина, что Джедаи пытаются захватить власть. Винду принимает роковое решение — убить Сидиуса, опасаясь, что влияние тёмного владыки на правительство Республики столь велико, что любой суд встанет на его сторону. Тем самым он окончательно склоняет Энакина на Тёмную сторону. Контрударом Энакин отсекает магистру Винду кисть руки с мечом. После этого Сидиус молнией Силы выбрасывает обезоруженного Винду из разбитого ранее в пылу схватки окна.
Энакину нет пути назад, ведь он, по сути, помог убить одного из магистров-джедаев. В отчаянии Энакин переходит на Тёмную сторону силы и приносит клятву верности своему новому учителю и повелителю. Дарт Сидиус даёт ему ситхское имя — Дарт Вейдер. По приказу Сидиуса он с поддержкой солдат-клонов убивает всех находящихся в Храме джедаев, не щадя никого, кто встал у него на пути. Клонам также отдаётся «приказ № 66» — указание убить всех рыцарей-джедаев, которые в большинстве своём оказываются не готовы к ударам в спину.
По приказу Сидиуса Вейдер убивает всех оставшихся лидеров Конфедерации на вулканической планете Мустафар, думая, что этим он принесёт долгожданный мир Республике. Оби-Ван и Йода, выжившие после «приказа № 66», прибывают в Храм Джедаев и защищают его от клонов. Просмотрев голограмму системы наблюдения, Оби-Ван узнаёт, кто командовал клонами. Йода поручает Оби-Вану убить Дарта Вейдера, и тот отправляется к Падме, но она отказывается сказать, где Вейдер, и даже не верит в то, что он перешёл на Тёмную сторону. После этого разговора Падме вылетает к Дарту Вейдеру на Мустафар, а Оби-Ван втайне проникает на её корабль. Вейдер, который уже успел завершить данное ему Дартом Сидиусом задание, выходит на площадку к кораблю Падме. Во время их разговора из корабля выходит Оби-Ван, из-за чего Вейдер, заподозрив, что Падме привела его бывшего учителя специально, чтобы убить его, в гневе пытается удушить её Силой. Оби-Ван ужасается происходящему, и начинается битва. В конце концов Кеноби отсекает световым мечом обе ноги и левую руку Вейдера. Тот падает у русла с рекой расплавленной лавы. От жары его одежда вспыхивает, он горит заживо. Оби-Ван, повернувшись спиной к бывшему другу, подбирает световой меч Вейдера и спешит на помощь к лежащей Падме.
Обгоревшего и едва живого Вейдера спасает подоспевший Дарт Сидиус. На него надевают герметичный скафандр, который отныне будет служить ему опорой и системой жизнеобеспечения.
Однако первый шаг к Тёмной стороне Силы Энакин сделал за 3 года до тех событий — когда на Татуине он истребил всё племя Песчаного народа, отомстив за свою мать Шми Скайуокер. Следующим шагом Энакина к Тёмной стороне Силы было обезглавливание безоружного Графа Дуку по приказу канцлера Палпатина. И, наконец, решающий шаг он сделал, когда предал магистра джедаев Винду и помог Сидиусу одолеть его.

### Подавление Восстания
Дарт Вейдер командовал вооружёнными силами Империи. Повстанцы иногда принимали его за Лидера Империи, а об Императоре и вовсе забывали. Он внушал страх всей галактике. Благодаря жестокости его операций повстанцам приходилось туго. Вообще, он косвенно виновен и в начале войны: будучи ещё рыцарем-джедаем, он предвидел смерть своей жены и, конечно, не хотел этого. Дарт Сидиус, он же Палпатин, тогда являлся Верховным Канцлером Республики и воспользовался этим, чтобы заманить Энакина на Тёмную сторону. После того, как Энакин стал Дартом Вейдером, вступил в силу приказ № 66, после которого большая часть рыцарей-джедаев была уничтожена, а Великая Армия Республики в соответствии с уставом перешла под непосредственный контроль Верховного Канцлера. Во время восстания Вейдер играл роль цели, которую надо было устранить повстанцам, а также божества для Империи. Он действовал без просчётов и осечек. Вейдер был гением войны. Любой просчёт со стороны подчинённых строго наказывался его любимой мерой пыток — удушением на расстоянии. Дарт Вейдер и Дарт Сидиус, в отличие от прочих ситхов, имели полный доступ к джедайскому архиву данных. В любой момент они могли посмотреть досье на любого джедая или произошедшее событие. Из-за исполняемых им карательных функций и безоговорочной преданности Императору он вызывал безграничное уважение у своих солдат, а среди повстанцев получил прозвища «Цепной пёс Императора» и «Личный палач Его Величества».

## Попытки исцеления
Для Дарта Вейдера были изобретены специальные медитационные камеры, где он мог находиться без шлема. Находясь в камере в уединении, Лорд ситхов оплакивал свою погибшую жену и проклинал себя за случившееся. Когда мысли о мёртвой жене его отпускали, он пытался излечить своё искалеченное тело, фокусируя энергию тёмной стороны внутри камеры для медитации. Прогресс был, но в лучшем случае минимальный, в связи с тем, что радость, которую испытывал Тёмный лорд при положительных результатах, тянула его на светлую сторону, что обращало исцеляющий эффект тёмной стороны, возвращая его тело к прежнему состоянию. Тем не менее, до возвращения на светлую сторону Вейдеру удалось почти полностью исцелить своё лицо от ожогов, но в некоторых местах они всё ещё имелись и кожа была крайне бледной, а организм так и остался в плачевном состоянии.

## Дарт Вейдер
В оригинальной трилогии «Звёздных Войн» Энакин Скайуокер появляется под именем «Дарт Вейдер».
Дарт Вейдер — главный антагонист: хитрый и жестокий руководитель армии Галактической Империи, которая правит во всей Галактике. Вейдер выступает как ученик и самый лучший силовик Императора Палпатина. Он использует тёмную сторону Силы, чтобы предотвратить распад Империи и уничтожить Повстанческий Альянс, который стремится восстановить Галактическую Республику. С другой стороны, Дарт Вейдер (или Тёмный Лорд) — одна из величайших фигур во вселенной Звёздных войн. Будучи одним из самых могущественных ситхов, он вызывает симпатию у многих поклонников трилогии и является очень харизматичным персонажем.

### Повстанцы
Дарт Вейдер появляется во втором сезоне «Повстанцев», где сражался с экипажем корабля «Призрак», а в финале боролся с бывшей ученицей Асокой Тано, которая покинула Орден Джедаев за год до перехода Энакина на Тёмную сторону Силы. Итог этой битвы неизвестен, но выясняется, что Вейдеру удалось выбраться из храма Ситхов на Малакоре, а его бывшая ученица вступила в глубину храма.

### Изгой-один
В фильме «Изгой-один» Дарт Вейдер атакует флот Альянса повстанцев, чтобы не позволить ему скрыться, когда чертежи «Звезды смерти» всё-таки оказываются переданными. Ему удаётся вывести из строя главный флагман Альянса и он решает лично возглавить абордажную команду, чтобы начать преследование дипломатического корабля, на котором чертежи «Звезды Смерти» увозит принцесса Лея Органа. Также выясняется, что у него есть база на Мустафаре — планете, на которой он потерпел поражение в схватке с магистром-джедаем Оби-Ваном Кеноби.

### Новая надежда
Вейдеру поручается вернуть украденные планы Звезды Смерти и найти секретную базу Повстанческого Альянса. Он захватывает и пытает принцессу Лею Органу и находится рядом, когда командующий Звезды Смерти Гранд Мофф Таркин уничтожает её родную планету Алдераан. Вскоре после этого он сражается на световых мечах со своим бывшим учителем Оби-Ваном Кеноби, который прибыл на Звезду Смерти, чтобы спасти Лею. Затем он встречает Люка Скайуокера в битве на Звезде Смерти, и чувствует в нём великую способность в Силе; это подтверждается позже, когда юноша уничтожает боевую станцию. Вейдер собирался сбить Люка на своём СИД-истребителе (TIE Advanced x1), но неожиданная атака Тысячелетнего Сокола, пилотируемого Ханом Соло, отправляет Вейдера далеко в космос.

### Империя наносит ответный удар
После уничтожения базы повстанцев «Эхо» на планете Хот силами Империи Дарт Вейдер отправляет охотников за головами (англ. bounty hunters) на поиски «Тысячелетнего Сокола». На борту своего Звёздного Разрушителя он казнит адмирала Оззеля и капитана Нииду за допущенные ошибки. Тем временем Бобе Фетту удаётся обнаружить «Сокол» и проследить за его продвижением до газового гиганта Беспин. Обнаружив, что Люка нет на «Соколе», Вейдер захватывает Лею, Хана, Чубакку и C-3PO, чтобы заманить Люка в ловушку. Он заключает сделку с администратором Облачного Города Лэндо Калриссианом, чтобы передать Хана охотнику за головами Бобе Фетту, и замораживает Соло в карбоните. Люк, который в это время проходит обучение владению Светлой стороной Силы под руководством Йоды на планете Дагоба, чувствует опасность, грозящую друзьям. Юноша отправляется на Беспин, чтобы сразиться с Вейдером, но терпит поражение и лишается кисти правой руки. Затем Вейдер раскрывает ему правду: он и есть отец Люка, а не убийца Энакина, как рассказал юному Скайуокеру Оби Ван Кеноби, и предлагает свергнуть Палпатина и править Галактикой вместе. Люк отказывается и спрыгивает вниз. Его засасывает в мусорный жёлоб и выбрасывает к антеннам Облачного города, где его спасают Лея, Чубакка, Лэндо, C-3PO и R2-D2 на «Тысячелетнем Соколе». Дарт Вейдер пытается задержать «Тысячелетний Сокол», но тот уходит в гиперпространство.

### Возвращение на Светлую Сторону
События, описанные в этом разделе, происходят в фильме «Звёздные войны. Эпизод VI: Возвращение джедая»
Вейдеру поручается следить за завершением строительства второй Звезды Смерти. Он встречается с Палпатином на борту наполовину достроенной станции, чтобы обсудить план обращения Люка на Тёмную сторону.
В это время Люк практически завершил своё обучение искусству джедаев и узнал от умирающего магистра Йоды, что Вейдер действительно его отец. Он узнаёт о прошлом своего отца от духа Оби-Вана Кеноби, а также узнаёт, что Лея — его сестра. Во время операции на лесной луне Эндора он сдаётся имперским войскам и его приводят к Вейдеру. На борту Звезды Смерти Люк сопротивляется призыву Императора дать волю своей злости и страху за друзей (и таким образом перейти на Тёмную сторону Силы). Однако Вейдер, используя Силу, проникает в разум Люка, узнаёт о существовании Леи и грозится обратить её в служительницу Тёмной стороны Силы вместо него. Люк поддаётся своей ярости и почти убивает Вейдера, отрубив правую руку своего отца. Но в этот момент юноша видит кибернетическую руку Вейдера, затем смотрит на свою, понимает, что находится в опасной близости к судьбе своего отца и обуздывает свой гнев.
Когда к нему подходит Император, искушая Люка убить Вейдера и занять его место, Люк отбрасывает свой световой меч, отказываясь нанести отцу смертельный удар. В гневе Палпатин атакует Люка с помощью молний. Люк корчится под пыткой Императора, пытаясь сопротивляться. Гнев Палпатина нарастает, Люк просит Вейдера о помощи. В это время в Вейдере поднимается противоборство Тёмной и Светлой Сторон. Он боится восстать против Императора, но, вместе с тем, он не хочет терять своего единственного сына. Император почти убивает Люка, когда Энакин Скайуокер все же побеждает Тёмную Сторону и вновь возвращается к Светлой Стороне. После этого он хватает Императора и бросает в реактор Звезды Смерти, однако сам получает смертельные удары молнией.
Перед смертью он просит своего сына снять его дыхательную маску, чтобы посмотреть на Люка «своими глазами». Первый (и, как оказалось, последний) раз отец и сын действительно видят друг друга. Умирая, Вейдер признаётся Люку, что тот был прав и Светлая Сторона осталась в нём. Он просит сына передать эти слова Лее. Люк улетает с телом своего отца, а Звезда Смерти взрывается, уничтоженная Повстанческим Альянсом.
В ту же ночь Люк кремирует своего отца, как джедая. А во время празднования победы на лесной луне Эндора Люк видит призрак Энакина Скайуокера, одетого в одежды джедая, стоящего рядом с призраками Оби-Вана Кеноби и Йоды.

### Пробуждение силы
Спустя примерно тридцать лет после событий шестого эпизода, один из членов пришедшей на смену Империи организации Первый Орден Кайло Рен, сын Леи и Хана Соло (а также внук Энакина), заполучил расплавленный и искорёженный шлем Дарта Вейдера. В фильме показано, как Кайло встаёт перед шлемом на колени и обещает закончить то, что начал Вейдер.

### Скайуокер. Восход
Во время финального сражения на планете Экзегол, джедай по имени Рей услышала голос Энакина, который призвал её восстановить баланс Силы, как это сделал он когда-то. Бюст Вейдера тоже остался, но в слухах было показано что Асока разговаривала с духом Энакина и означало что дух еще не покоился с миром.

## Доспехи Дарта Вейдера
Костюм Дарта Вейдера — портативная система жизнеобеспечения, которую он был вынужден носить, чтобы компенсировать серьёзные повреждения, которые он получил в результате поединка с Оби-Ваном Кеноби на Мустафаре в 19 году ДБЯ Он был разработан для поддержки и защиты обугленного тела бывшего джедая. Костюм был выполнен в древних традициях ситхов, согласно которым воины тёмной стороны Силы должны были украшать себя тяжёлыми доспехами. Костюм был сконструирован с использованием многочисленных методов Алхимии Ситхов, служивших для увеличения серьёзно уменьшившихся жизненных сил Вейдера.
Костюм содержал широкое разнообразие систем жизнеобеспечения, самая главная из которых — сложный дыхательный аппарат, — и давал Вейдеру относительную свободу движений без необходимости использовать летающий стул. В процессе использования он несколько раз ломался, его чинили и совершенствовали. В конце концов костюм был безнадёжно повреждён мощным разрядом молнии Императора Палпатина на борту второй Звезды Смерти после того, как Вейдер спас своего сына, Люка Скайуокера, от близкой смерти. После скоропостижной смерти Вейдер в доспехах был похоронен Скайуокером с соблюдением ритуальных похоронных церемоний джедаев в лесу на Эндоре в 4 ПБЯ. Спустя примерно 30 лет его внук Кайло Рен (Бен Соло) преклоняет колени перед расплавленным и искорёженным шлемом Вейдера, обещая закончить то, что начал его дед.

## Способности

### Владение световым мечом

#### Рыцарь-джедай
Кеноби: «Упражняясь во владении световым мечом так же усердно, как в остроумии, ты бы мог с самим мастером Йодой потягаться.»
Скайуокер: «Думал, я уже могу.»
Кеноби: «Только в мечтах, мой юный падаван.»
―Оби-Ван Кеноби и Энакин Скайуокер(источник)
Энакин Скайуокер тренировался под началом одного из сильнейших членов Ордена джедаев — мастера Оби-Вана Кеноби. Благодаря наставнику, он изучил практически все стили владения световым мечом, что сделало его невероятно сильным противником, несмотря на юный возраст.
Скайуокер предпочитал использовать пятую форму боя, одну из наиболее агрессивных, направленную на физическое подавление оппонента, отлично подходящую для своенравного и импульсивного юноши. Природный талант позволял ему быстро осваивать новые техники, в угоду своему же эго, и, через некоторое время, Энакин стал считать себя ровней самому гранд-мастеру Йоде. Энакин также самостоятельно овладел искусством сражения с использованием сразу двух световых мечей, что очень сильно пригодилось ему во время дуэли с графом Дуку на Джеонозисе и ещё несколько раз в ходе Войн клонов.
За три года конфликта, Энакин, получивший практически в самом начале Войн клонов титул рыцаря-джедая, принял участие в великом множестве битв и схваток, продолжая оттачивать свои навыки и умения. Свидетельствами его мастерства могут стать успешные сражения с Асажж Вентресс, обученным Дуку лично тёмным джедаем, «Магнастражами» IG-100 генерала Гривуса и собственным учителем на тренировочных спаррингах. Полагаясь одновременно на силу и ловкость, Энакин мог легко отражать или уходить от вражеских атак, незамедлительно отвечая стремительными контрударами, не давая сопернику ответить. Использование Джем Со зачастую вынуждало джедая призывать ярость и гнев в бою, всё больше и больше подталкивающие его к Тёмной стороне. Во время финальной конфронтации с Дуку, Скайуокер полностью отдался во власть этим опасным эмоциям, позволяя им подпитывать свою мощь и управлять действиями. С невероятной лёгкостью он преодолел практически непроницаемую защиту графа, считавшегося когда-то лучшим фехтовальщиком Ордена, отсек обе кисти лорда ситхов, а затем жестоко казнил по приказу канцлера Палпатина. Перед гибелью Дуку признал противника как лучшего практика пятой формы из всех, что ему довелось видеть.

#### Лорд ситхов
Когда Энакин Скайуокер, наконец, принял Тёмную сторону Силы и титул Дарта Вейдера, он преобразовал стиль боя в ещё более грубый и агрессивный. Всё же молодому, сильному и одарённому ситху недоставало опыта, уравновешенности и концентрации. Взывая к Тёмной стороне, он не вполне мог контролировать даруемую мощь, гнев затуманивал его разум и ясность мыслей, мешая в полной мере пользоваться преимуществами пятой формы. В конечном счёте, неспособность контролировать эмоции стала причиной поражения ситха в дуэли на Мустафаре.
После заключения в бронированный костюм жизнеобеспечения, Вейдеру приходилось полностью полагаться на новообретённую силу механических протезов. Его стиль боя стал неуклюжим, состоящим из одних только резких вертикальных ударов, направленных на то, чтобы свалить с ног и добить оппонента на земле. Ситх включил элементы Соресу и Атару, пытаясь хоть как-то компенсировать собственную неповоротливость и медлительность.
Однако, тёмный повелитель довольно быстро сумел преодолеть свои ограничения и создал уникальную форму боя, вобравшую многие техники, такие как: Макаши, Соресу, Атару, Джем Со и Джуйо, даже наивысшие, наиболее опасные. Он обернул недостатки тяжёлой кибернетической брони в преимущества, используя её вес и силу имплантатов ради обеспечения невероятно мощных ударов. Во время боя лорд ситхов совершал движения только локтями и запястьями, а не всей рукой в целом. Вейдер также вернул часть прежней подвижности, научившись применять Силу для выполнения акробатических трюков. Двуручный захват рукояти, неожиданные и непредсказуемые выпады, на удивление быстрая реакция и поразительная интуиция снова превратили тёмного повелителя в грозного соперника. Одной из его излюбленных тактик было заставлять врагов выпускать на волю эмоции, убеждать, что теснят его, в действительности растрачивая все силы, а затем обезоруживать их одним ударом.
Вейдер мог применять различные варианты собственного стиля, используя одноручный хват для большей точности и экономии движения во время атаки. Подобным образом он поступил в схватке с Люком Скайуокером на Беспине. Уходя в оборону, лорд ситхов держал рукоять светового меча двумя руками, прижимая локти к корпусу и держа клинок прямо перед собой, действуя только кистями. Такая позиция обеспечивала защиту тела и уязвимой контрольной панели на груди, но не прикрывала конечности.
Тёмный повелитель вынес урок из злополучной дуэли с Оби-Ваном Кеноби и научился брать под контроль свои чувства в схватке, действуя грамотно, обдуманно, направляя мощь Тёмной стороны, не позволяя ярости ослепить его. Вейдер часто практиковался с тренировочными дроидами, более сильными и быстрыми, чем обычные живые существа. Подобные спарринги помогали навыкам ситха оставаться всегда отточенными, даже при длительном отсутствии реальной боевой практики. Несмотря на скованность движений, он не испытывал проблем в дуэлях с ловкими и резвыми противниками.

### Способности Силы

#### Рыцарь-джедай
В связи с тем, что Скайуокер родился с наибольшей зарегистрированной на тот момент концентрацией мидихлориан в крови и считался Избранным, его потенциал Силы был по-настоящему огромен. Очень молодой и практически не обученный из-за позднего присоединения к Ордену джедаев, Энакин являлся одним из самых могущественных сторонников Светлой стороны своего времени. Однако тренировки со световым мечом привлекали юношу намного сильнее, нежели практикование приёмов Силы. В результате, его знания в этой области были сужены до нескольких самых необходимых техник.
Высокий уровень мидихлориан не только обеспечил Скайуокеру тесную связь с Силой, но и сделал его излишне заносчивым и самоуверенным. Достигая гораздо больших успехов, чем другие ученики, Энакин продолжал подкармливать свою гордыню и самомнение.
Джедай был настоящим мастером в области телекинеза, способным поднимать даже огромные предметы с минимальными усилиями. Он мог совершать Прыжок Силы, перемещаясь таким способом на большие расстояния, и использовать Толчок Силы и Обман разума. Во время Сепаратистского кризиса Энакин освоил одну из тёмных способностей: Удушье Силы, не раз применив её в ходе конфликта. Техники увеличения собственной скорости и создания Барьера Силы также были ему знакомы. Ещё в детстве Скайуокер открыл в себе дар предвидения, с помощью которого узнал о скорой гибели своей матери и жены. На джеонозийской арене Петранаки он сумел наладить контакт с диким риком, продемонстрировав приём контроля животных.

#### Лорд ситхов
Хоть Вейдера ограничивали тяжелейшие увечья и тяжёлая броня, тем не менее существенные ожоги, нахождение в сознание во время операции, причинили ему колоссальные физические и психические травмы, которые вызвали в нём ещё больший гнев и ярость, что повысило его связь с тёмной стороной силы, сделав его ещё более могущественным, чем он мог бы быть. Лорд ситхов обладал огромным могуществом и необходимым мастерством, выходя практически из любой схватки победителем.
Дарт Вейдер достиг высшей точки мастерства в освоении способности телекинеза, в частности техник Удушья и Толчка Силы, что он не раз демонстрировал на поле боя. Ему не составляло особого труда разрушить какой-либо объект, буквально размолов его в пыль, или воздействовать на внутренние органы живого существа, вызывая невероятную боль или мучительную смерть. Тёмный лорд овладел искусством тутаминиса, поглощая или перенаправляя бластерные выстрелы протезом руки, что он продемонстрировал в бою на главном флагмане Альянса, пытаясь забрать чертежи Звезды Смерти. Киборг мог создавать непроницаемый барьер, защищаясь от вражеских атак или других сторонних воздействий. Освоив Сокрытие Силы, он имел возможность маскировать своё присутствие, как на физическом, так и на ментальном уровне.
Вейдер являлся прекрасным телепатом, проникая в разум противников, манипулируя их мыслями, чувствами, желаниями, заставляя их повиноваться своей воле, или просто общаясь на расстоянии. Подобным образом он поступил после дуэли с Люком Скайуокером на Беспине, призывая сына перейти на свою сторону. В связи с ограниченной мобильностью, ситх часто применял бросок светового меча, поражая цель, находящуюся на большом расстоянии.
После некоторой практики тёмный повелитель вернул способность увеличивать и без того немалую силу протезированных конечностей. Одной лишь рукой он мог поднять и держать над землёй взрослого мужчину, сломать шею или согнуть дюрастальную балку. Несмотря на большой вес доспехов, киборг все ещё был способен передвигаться на скорости, неуловимой для человеческого глаза, пусть и короткий промежуток времени.
В сражении Вейдер часто применял телекинетические приёмы, стараясь уничтожить, оглушить или обезоружить оппонента. Невероятные по силе Толчки и Захваты с лёгкостью пробивали защиту даже самых искусных бойцов, в том числе Асоки Тано или каких-либо других джедаев. Создавая Волну Силы, тёмный повелитель буквально сминал объекты и мгновенно лишал жизни всякого попавшего в зону поражения. Излюбленным приёмом лорда ситхов было швырять в противника предметы обстановки, например, массивные контейнеры или вырванные из стен фрагменты трубопровода и кабелей, тем самым отвлекая и нанося увечья одновременно.

### Прочие таланты
Энакин Скайуокер обладал большим количеством разнообразных талантов. Уже в детстве он продемонстрировал непревзойдённые навыки пилотирования, сумев выиграть смертельно опасную гонку подов Бунта Ив Классик, что позволило ему освободиться от рабства. После присоединения к джедаям его способности только возросли, позволив ему достигнуть знания аса. Несмотря на последующую чудовищную кибернетическую трансформацию, умение виртуозно управлять звёздным кораблём осталось неизменным.
Скайуокер отлично разбирался в технике и мог, по его же заверениям, отремонтировать практически любой механизм. Этим объяснялись особые отношения Энакина с астромехаником R2-D2, ставшим не просто соратником в битве, но и верным другом. Ярким подтверждением исключительных навыков мальчика стала сборка протокольного дроида C-3PO из металлолома со свалки Уотто. В период Войн клонов, а затем и Галактической гражданской войны, он раскрылся как талантливый стратег и командир, приняв участие в бесчисленном количестве кровопролитных сражений. Как показала практика, даже без своего светового меча, Скайуокер оставался вовсе не безоружным. Освоив искусство рукопашного боя, парень все ещё являлся грозным противником даже в кулачном бою.

## Изображение и создание
Костюм Дарта Вейдера, который носили Дэвид Проуз и Боб Андерсон в оригинальной трилогии, Хейден Кристенсен в эпизоде III «Месть Ситхов», Спенсер Уайлдинг и Дэниел Нэпрос в спинн-оффе «Изгой-один», был разработан Ральфом Маккуорри, которого Джордж Лукас просил сделать эскиз внушительной высокой фигуры в экзотической чёрной броне. Изначально в костюме Вейдера не было шлема — Лукас видел, что вместо головного убора лицо Вейдера должно быть скрыто «чёрным шёлковым шарфом». Вместе с тем Ральф Маккуорри добавил характерный черепообразный шлем для героя, когда прочитал сценарий эпизода IV «Новая надежда» и узнал, что Вейдер должен пересечь холодный вакуум космоса, для того чтобы взойти на борт захваченного Тантива IV в начале фильма. Причины ношения Вейдером брони, конечно, в конце концов стали куда более сложными.
Много оригинальных частей костюма Вейдера было получено от костюмера «Berman’s & Nathan’s». Костюм был сооружён дизайнером костюмов Джоном Молло за одиннадцать недель. Для «Мести ситхов» начальник бутафорской костюмерии Иво Ковеней сделал новый комплект брони, служивший для двойной цели. Он не только был разработан, чтобы подходить Кристенсену, но и давал возможность исправить множество изъянов, присутствовавших в оригинальном костюме, таких как асимметричность маски.
На дизайн костюма Вейдера повлиял костюм, который носил Молния, злодей в телесериале «Сражение с собаками дьявола», и маски японских самураев, но также прослеживалось сходство брони Вейдера с костюмом суперзлодея комиксов «Марвел» Доктора Дума.
Канонический шум дыхания Вейдера был создан Беном Бёрттом, который дышал через подводную маску с маленьким микрофоном в регуляторе. Изначально он записал много вариаций шума дыхания, от дребезжащего и астматического до холодного и механического. В основном была выбрана более механическая версия, а более дребезжащая — в «Возвращении джедая», после того как Вейдер получил смертельные повреждения от молнии Силы Сидиуса. Изначально Вейдер должен был звучать как оборудование палаты в больнице, с щелчками и гудками, покуда он был в кадре. Впрочем, оказалось, что это слишком отвлекает, и весь этот шум урезали до одного лишь дыхания.
Одним из изменений в каноне касательно костюма было то, что к 4 ПБЯ левое плечо Вейдера было полностью искусственным, а в 3 ПБЯ, после столкновения с Люком на Беспине, он отметил, что правое плечо хорошо зажило. Поскольку бионическое плечо не могло заживать, правое плечо Вейдера должно было всё ещё состоять из его собственной плоти, хотя раньше, на Мимбане, правая рука Вейдера была ампутирована от плеча.Такая информация может быть несколько неверной, поскольку на протяжении 2-го и 3-го Эпизодов мы видим, как Энакин Скайуокер сначала лишился правой руки ниже локтя (в бою с графом Дуку (заменена протезом в том же Эпизоде 2)), а потом потерял левую руку ниже локтя и обе ноги ниже колен (поединок с Оби-Ваном на огненной планете Мустафар в эпизоде 3), которые также заменили протезами в конце «Мести Ситхов», во время окончательного превращения Энакина в Дарта Вейдера. Как бы то ни было, говорил Вейдер об этом заживлении буквально, саркастически или метафорически — неизвестно. Другим изменением было то, что в эпизоде III костюм Вейдера, абсолютно новый, сделали отличным от оригинального дизайна, хотя и лишь слегка, чтобы придать ему новый, только созданный вид. Несколько небольших изменений длины шеи и плечевых сцеплений придавали движениям Вейдера более механический вид. Ещё одно изменение в каноне — то, что грудная панель Вейдера немного изменялась от III к IV и от IV к V и VI. Каноническая причина этого пока не называлась. К тому же, на этой контрольной панели были древнеиудейские символы, которые, как верят некоторые фанаты, переводятся как «Его деяния не будут прощены, покуда он этого не заслужит».
На костюм несколько раз ссылались в Расширенной Вселенной. Например, в комиксах «Звёздные войны: Наследие» Кейд Скайуокер появляется в паре штанов, очень похожих на часть одежды Вейдера. Также в «Звёздные войны: Объединение», когда Мара примеряет свадебные платья, одно из них походит на броню Вейдера. Лея говорит дизайнеру, что причина, по которой Мара отвергла его, в том, что «невеста не хочет одеваться, как отец жениха».

## Критика и отзывы
Этот персонаж — один из самых известных поп-идолов среди злодеев в истории кинематографа.
- Он занял третье место в списке 100 героев и злодеев по версии Американского института кино[22].
- Журнал Empire поставил Дарта Вейдера на девятое место в списке величайших киногероев всех времён[23].

Группа французских психиатров и психологов обнаружила в характере Дарта Вейдера признаки нестабильности и импульсивности, которые с большой вероятностью говорят о пограничном расстройстве личности. Этот диагноз французские учёные представили в докладе на ежегодной конференции Американской психиатрической ассоциации в 2007 году.
По их мнению, трансформация Энакина Скайуокера в Дарта Вейдера вполне может объясняться психологическими факторами, нежели влиянием Силы. Эрик Буи, в частности, отметил, что использование тёмной стороны Силы сродни наркотикам:

«Ты испытываешь очень приятное чувство, когда используешь её, она меняет твоё сознание, и при этом ты знаешь, что не должен это делать».
Оригинальный текст (англ.)It feels really good when you use it, it alters your consciousness and you know you shouldn’t do it.
— Из статьи «Игры разума джедая: Учёные исследуют психологию Дарта Вейдера»